# Paul Wenz (Schriftsteller)

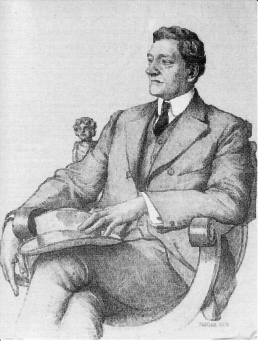
Frédéric Wenz: Paul Wenz (1905)

Paul Wenz, Pseudonym Paul Warrego (geboren 18. August 1869 in Reims; gestorben 23. August 1939 in Forbes, Australien) war ein französisch-australischer Schriftsteller, Wollhändler und Farmer.

## Leben
Paul Wenz war das dritte von fünf Kindern des Wollhändlers Emile Wenz (1834–1926) und der Marie Dertinger (1839–1925), die 1858 aus dem Königreich Württemberg nach Reims ausgewandert waren. Der Luftbildfotograf Émile Wenz (1863–1940) war einer seiner Brüder, ebenso der Maler Frédéric Wenz (1865–1940). Er besuchte das Lyceum in Reims und von 1879 bis 1888 die protestantische École Alsacienne in Paris, wo er eine lebenslange Freundschaft mit dem Mitschüler André Gide schloss, ein anderer Mitschüler war der Schriftsteller Pierre Louÿs.
Wenz erlernte das Wollhandelsgeschäft im Familienunternehmen und hielt sich dafür auch acht Monate in der Londoner Niederlassung auf. Er machte dann eine Weltreise zu den australischen Niederlassungen und war zwei Jahre lang Trainee („Jackaroo“) in Victoria, New South Wales und Queensland. 1896 zog er weiter nach Neuseeland und über die Pazifikinseln nach Südamerika, bevor er 1897 wieder in Frankreich ankam.
Wenz erwarb 1898 am Lachlan River bei Cowra in New South Wales 900 ha Land für eine Farm, die er erfolgreich bewirtschaftete. Wenz beaufsichtigte daneben die australischen Beteiligungsgesellschaften des Wollhandelsunternehmens Wenz & Co. Er heiratete 1898 die Australierin Harriet Dunne (gestorben 1959), sie blieben kinderlos.
Seit dem Jahr 1900 veröffentlichte er Kurzgeschichten in der französischen Zeitschrift L’Illustration, einige davon erschienen 1905 unter dem Titel A l’Autre Bout du Monde und 1910 als Sous la Croix du Sud. Bis 1910 erschienen seine Werke unter dem Pseudonym „Paul Warrego“. 1908 wurde in Melbourne Wenz’ einziges auf Englisch geschriebenes Buch Diary of a New Chum gedruckt. Gide publizierte von ihm 1910 die Erzählung Le charretier in der Nouvelle Revue Française.

„Wenz ist ein aufmerksamer und mitfühlender Beobachter des australischen Outbacks, besonders des Alltags auf den Schaffarmen. Er beschreibt in seinen Geschichten eine breite Palette von Individuen unter den ‚station hands, new chums, swagmen, boundary-riders, Aborigines, Chinese cooks‘, und … besonders Kinder.“

Wenz übersetzte auch einige Werke aus dem Englischen ins Französische, darunter 1914 die Kurzgeschichte Love of Life seines Freundes Jack London.
Sein erster Roman L’homme du Soleil Couchant kam zunächst 1915 als Zeitungsroman der Revue de Paris und 1923 als Buch heraus. Da er sich mit seiner Frau 1914 in Europa aufhielt, wurde er als französischer Soldat eingezogen und war im Ersten Weltkrieg Verbindungsoffizier zwischen den französischen, britischen und australischen Truppen. 1916 begleitete er eine australische Mission nach Französisch-Marokko. Ende 1919 kehrten sie nach Australien zurück.
1919 erschien sein Roman mit Kriegserlebnissen Le Pays de Leurs Pères und 1929 ein weiterer Roman mit australischen Themen, Le Jardin des Coraux. Das 1931 erschienene Buch L’écharde schildert seine Kindheit in Frankreich.
In Australien bemühte er sich darum, dass seine Bücher in englischer Übersetzung verlegt wurden, und er wurde Teil der von Miles Franklin, Dorothea Mackellar, Nettie Palmer, G. B. Lancaster und Frank Clune gebildeten literarische Szene des weißen Australiens.
In Reims wurde 2008 eine Straße nach ihm benannt.

## Werke (Auswahl)

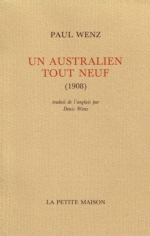
Un Australien tout neuf (1908)

- mit Frédéric Wenz: L’élevage du mouton en Australie: Décrit en vue de son application dans les colonies françaises. Larose, Paris 1925.

Belletristik
- Paul Warrego: À l’autre bout du monde, aventures et moeurs australiennes. Kurzgeschichten. Librairie universelle, Paris 1905.
- Diary of a new chum. 1908.
- Un Australien tout neuf. 1908.
- Sous la Croix du Sud. Kurzgeschichten. Paris 1910.
- Contes australiens. Plon, Paris 1911.
- Bonnes Gens de la Grande Guerre. Berger-Levrault, Nancy 1919.
- Le Pays de Leurs Pères. 1919.
- Choses d’hier. Berger-Levrault, Nancy 1919.
- Le Jardin des coraux. Roman. Calmann-Lévy, Paris 1929.
- Il était une fois un gosse. Éditions de la Vraie France, Paris 1930.
- L’Écharde. Roman. Paris 1931.
- L’homme qui resta debout. Illustrationen von Léon Carré. Weihnachtsausgabe 1935 von L’Illustration.
- L’Homme du soleil couchant. Roman. La Petite Maison, 1993.
- Le Pays de leurs pères. Roman. La Petite Maison, 1996.
- Récits du bush. Trois nouvelles australiennes. La Petite Maison, 1998.
- Maurice Blackman (Hrsg. und Übersetzer):  Diary of a New Chum and Other Lost Stories. 1990.